# Дженні Колґан
Дженні Колґан (народилася 14 вересня 1971, Прествік, Ейршир) — шотландська письменниця, що пише в жанрах романтичної комедії та наукової фантастики. Вона написала низку оповідань для серіалу«Доктор Хто». Пише під своїм іменем, а також використовує псевдоніми Джейн Бітон і Дж. Т. Колґан.
Письменниця здобула нагороду «Романтичний роман року» 2013 року за роман «Ласкаво просимо до крамниці солодощів Розі Гопкінс» та 2018 року нагороду Асоціації авторів романтичної літератури за комедійний роман року за роман «Літня приморська кухня».

## Життєпис
Дженні Колґан навчалася в Единбурзькому університеті та шість років працювала в службі охорони здоров'я.
Вона одружена з Ендрю Бітоном, морським інженером, і має трьох дітей. Мешкає поперемінно у Франції та Лондоні.
2000 року вона опублікувала свій перший роман — романтичну комедію «Весілля Аманди». 2004 року одне з її оповідань ввійшло до збірки «Шотландські дівчата про місто». 2013 року її роман «Ласкаво просимо до крамниці солодощів Розі Гопкінс» здобув нагороду «Романтичний роман року» від Асоціації авторів романтичної літератури. 2018 року вона перемогла у телепередачі Celebrity Mastermind з результатом 21 бал.
У липні 2012 року під ім’ям Дж. Т. Колґан вийшов її роман «Темні обрії» пов’язаний з серіалом «Доктор Хто».

### Як Дженні Колґан

#### Романи поза серіями
- Весілля Аманди (2000)
- У пошуках Ендрю Маккарті (2001)
- Розмова з Еддісоном (2001), він же Мій роман 90-х.
- Творячи чудеса (2003), він же Проєкт Артур
- Ти пам'ятаєш перший раз? (2004) він же Хлопчик, якого я любив раніше
- Знову шістнадцять (2004)
- Куди поділися всі хлопчики? (2005)
- Вест-ендські дівчата (2006)
- Операція «Сонячне світло» (2007)
- Діаманти — найкращі друзі дівчат (2008)
- Хороший, поганий і кинутий (2010)
- Найкрасивіша шоколадна крамниця в Парижі (2013)
- Творячи чудеса (2013)

#### Серія Різдвяна книгарня
- Різдвяна книгарня (2021)
- Північ у Різдвяній книгарні (2023)

#### Пекарня Little Beach Street
1. Пекарня Літтл-Біч-стріт (2014)
2. Літо в пекарні Літтл-Біч-стріт (2015)
3. Різдво в пекарні Літтл-Біч-стріт (2016)
4. Схід сонця біля моря (2021)

#### У Капкейк кафе
1. До зустрічі в Капкейк-кафе (2011)
2. Різдво в Капкейк-кафе (2012)

#### Поллі
1. Поллі та тупик (2015)
2. Бурхливий день (2016)
3. Новий друг (2017)
4. Щасливого Різдва (2017)

#### Магазин солодощів Розі Гопкінс
1. Ласкаво просимо до крамниці солодощів Розі Гопкінс (2012)
2. Різдво в крамниці солодощів Розі Гопкінс (2013)
3. Різдвяний сюрприз (2014)

#### Шотландська книгарня
1. Книгарня на розі (2016) також знана як The Little Shop of Happy-Ever-After
2. Книгарня на березі (2019)
3. 500 миль від тебе (2020)

#### Літня приморська кухня
1. Дуже далекий берег (приквел, 2017)
2. Кафе біля моря (2016) видано в м’якій обкладинці як Літня приморська кухня (2017)
3. Нескінченний пляж (2018) [13]
4. Різдво на острові (2018) aka An Island Christmas
5. Різдво в готелі Айленд (2020)
6. Острівне весілля (2022)

#### Школа біля моря
1. Ласкаво просимо до школи біля моря (2022)
2. Правила у школі біля моря (2022)
3. Уроки в школі біля моря (2023)
4. Навчання в школі біля моря (2024)

### Як Джейн Бітон

#### Меггі, вчителька у сум'ятті
1. Клас: Ласкаво просимо до маленької школи біля моря (2008)
2. Правила: Все змінюється в маленькій школі біля моря (2010)
3. Уроки (серіалізація з 3 частин)

### Як Дж. Т. Колґан /Дженн Т. Колґан
- Опір марний (2015)
- Спандекс і місто (2017)

#### Доктор Хто
- Темні горизонти (2012)
- В нікуди (2014)
- В крові (2016)
- Різдвяне вторгнення (2018)
- Потрійний ніж та інші історії Доктора Хто (2018)
- Зоряні казки (2019)